# 清野桃々姫
清野 桃々姫（きよの ももひめ、2004年12月22日 - ）は、日本の歌手、アイドル、トークボックス奏者。女性アイドルグループBEYOOOOONDS、雨ノ森 川海のメンバー、amorecarinaの元メンバー。
東京都出身。アップフロントプロモーション所属。ハロプロ研修生加入前は、エイベックス・プロワークスに所属していた。

## 略歴
2008 - 2010年
- 地元である所沢のチアダンススクールに通い初め、西武ライオンズのチアガールとして西武球場に立つ。

2011年
- エイベックス・アーティストアカデミー東京校に入学。
- 東京女子流のバックダンサー出演。東京女子流初のホールコンサートの銀河劇場にて、「おんなじキモチ」でバックダンサーを務めた。
- 様々なアーティストのバックダンサーとして出演。

2012年
- トーヨータイヤCMに出演。

2013年
- アソビシステム、きゃりーキッズに合格。きゃりーぱみゅぱみゅのバックダンサーとして活躍する。
- プッチンプリンCM（本田望結）に出演。
- 『SMAP×SMAP』に出演。ファレル・ウィリアムスのバックダンサーとして出演したが、ソロのパートをもらいファレル・ウィリアムスと2人で踊った。

2014年
- アイドルグループアモレカリーナに所属。
- 「東京女子流のようなアーティストになりたい」と語った。

2015年
- 上田純利愛（現XGのJURIA）とダンスボーカルユニット「じゅり♡ぷり」を結成。
- アモレカリーナを卒業。
- 十六茶のCMに出演（とうもろこし役）。
- 「2015アンジュルム新メンバーオーディション」に応募するも、落選。ハロプロ研修生に加入しないかと声がかかる。

2016年
- 1月15日、野口胡桃・小野琴己・児玉咲子・米村姫良々とともにハロプロ研修生に加入。
- 3月 - 4月、『モーニング娘。'16コンサートツアー春 〜EMOTION IN MOTION〜』に、加賀楓、小野田紗栞、橋本渚、小野瑞歩、金津美月とともにオープニングアクトとして参加。
- 5月、『ハロプロ研修生 発表会 2016 〜春の公開実力診断テスト〜』にてモーニング娘。'15の「冷たい風と片思い」を披露し、ベストパフォーマンス賞を受賞。

2017年
- 5月5日、中野サンプラザで開催された『Hello! Project 研修生発表会2017 〜春の公開実力診断テスト〜』にて、高瀬くるみとともに、ハロー!プロジェクトとは別枠で、演技やパフォーマンスを中心とした活動に向けてデビューすることが発表された。

2019年
- 8月7日、『眼鏡の男の子/ニッポンノD・N・A!/Go Waist』でBEYOOOOONDSとしてメジャーデビュー。
- 9月21日、前田こころとともに、埼玉県警察所沢警察署「交通安全フェスティバル」1日警察署長に就任。

2021年
- 3月10日、腰部筋筋膜炎によりしばらくの間安静にすることが必要と診断され、ハロー!プロジェクトのコンサートツアー『花鳥風月』の3月公演を欠席することを発表。3月23日、症状が快方に向かっていると診断されたことから、同月27日・28日開催の公演『Hello! Project ひなフェス 2021』より、歌唱パフォーマンスのみではあるが、ステージでの活動を再開。4月27日、コンサートでの長距離移動が身体の負担となり症状が悪化する恐れがあると診断されたことを受け、前述の『花鳥風月』について全公演を欠席し、BEYOOOOONDSとして参加するイベントについては歌唱のみのパフォーマンスとすることを発表。その後、夏のハロー!プロジェクトのコンサートツアーよりダンスを含めた全てのパフォーマンスを再開。

2022年
- 2月10日、突発性難聴により加療が必要と診断され、2月11日 - 27日に開催されるハロー!プロジェクトのコンサートを欠席すると発表。3月2日のイベントより活動を再開。
- 5月3日、「左腕にしびれがある」ことを受け、同日開催されたBEYOOOOONDSのコンサートではパフォーマンス制限となった。後日診断の結果、左手首にあるガングリオンと関節の炎症が原因であることが判明。後日手術を行う予定だったが、大きさが小さくなったとの診断を受け、手術ではなくサポーターの着用と定期的な診察で様子を見ることを発表。
- 憧れであったJUVENILEとのトークボックスコラボ作品『うれしい!たのしい!大好き!』を配信リリースした。

2023年
- 1月13日、Instagramを開設。
- 3月16日、「傍卵巣のう胞」の摘出手術を受けたことを報告、しばらくは激しい運動を避ける必要があると診断され、同月19日以降に開催されるBEYOOOOONDSのコンサートやイベントについて、動きを制限して参加することを発表。31日、今しばらく体調の回復を待つ必要があるとし、引き続き動きを制限をしてのパフォーマンスが続くことを発表。4月11日のイベントよりパフォーマンスに復帰。

## 人物
- メンバーカラーはオレンジ。血液型A型。
- 名前の由来は「桃のようにかわいいお姫様のような子に育って欲しい」、「海外に行った時に日本ぽいと覚えてもらえるような響き」「一発で覚えてもらえるような名前にしたい」という母の願いから[28]。
- 特技はヒューマンビートボックス[29]。小学四年生から習い始めた。
- ライブではトークボックス（トーキングモジュレーター）を演奏している。これまでギターや和太鼓といった楽器には触れてきたが、経験がなく、演奏人口の少なそうな珍しいものに挑戦しようと思ったのがきっかけ[30]。「激辛LOVE」では、『ソロフェス!』（テレ朝チャンネル）で披露されたトークボックスをレコーディング・エンジニアが絶賛したことから、桃々姫のトークボックスが採用されている[31]。
- エイベックス・プロワークスのキッズダンサーとして活動していたことがあり、当時『SMAP×SMAP』に出演したファレル・ウィリアムスと、バックダンサーとして共演した[32]。
- ラジオ好きであり、特にニッポン放送『オールナイトニッポン』（『井口理のオールナイトニッポン0』『Creepy Nutsのオールナイトニッポン』など）、TBSラジオ『山里亮太の不毛な議論』、YouTube『匿名ラジオ』などをよく聴いている[33][34][35]。
- 好きなアーティストとしてaiko、King Gnu、Creepy Nutsなどを挙げている。
- アイドルを目指したきっかけは東京女子流[36]。目標の先輩は嗣永桃子（元Berryz工房、元カントリー・ガールズ）、鞘師里保（元モーニング娘。）[37]。
- 祖母父は理容師である[38]。
- ファンのことをこよなく愛する。バスツアーのVTRでは『ファンの人大好きすぎて私がおばあちゃんになって死んじゃったらお葬式来てほしいくらい好き』と語った。
- ＝LOVEの齋藤樹愛羅、≠MEの櫻井ももと大の仲良しであり、2024年2月に放送されたスカパー BEYOOOOONDS12 時間生放送特番では、清野がこの2人をゲストに迎えた。3人で「ぷりんきゅあらもーど」と呼ばれている。

## 作品

### 配信シングル

#### コラボレーション名義
- うれしい!たのしい!大好き! / JUVENILE & 清野桃々姫（2022年11月11日、HPI Records）[39]

## 出演

### ラジオ
- BEYOOOOONDSのDOYOOOOOB!（2021年12月4日 - 、NACK5） - 一岡伶奈と共にパーソナリティ[注 1]

### ウェブ
- リアルサウンド「ひめぷれ」（2021年1月3日 - 2022年1月8日、ワニブックス）[41]

### コンサート
- M-line Special 2022 〜My Wish〜（2022年9月19日、広島：NTTクレドホール、昼夜2公演） - ゲスト出演[42] ※開催中止[注 2]
- 太陽とシスコムーン 25周年スペシャルツアー！ 〜令和でLa Ta Ta〜（2024年5月25日、愛知：SPADE BOX / 7月15日、神奈川：横浜ベイホール / 各日昼夜2公演、計4公演） - ゲスト出演[43]

### 舞台
- 演劇女子部「MODE」（2016年10月1日 - 10日、全労済ホール/スペース・ゼロ） - 細川典子 役
- 演劇女子部「ネガポジポジ」（2016年11月3日 - 20日、シアターグリーン BIG TREE THEATER） - るみ 役（チームA）
- 演劇女子部「ファラオの墓」（2017年6月2日 - 11日、サンシャイン劇場） - ウルジナ兵カムディ他 役
- 演劇女子部「一枚のチケット〜ビートルズがやってくる!〜」（2017年11月27日 - 12月3日、紀伊國屋サザンシアター TAKASHIMAYA） - 高鍋礼子 役
- 演劇女子部「タイムリピート〜永遠に君を想う〜」（2018年9月28日 - 10月8日、全労済ホール/スペース・ゼロ） - テル 役
- 全労済ホール/スペース・ゼロ提携公演 演劇女子部「不思議の国のアリスたち」（2019年4月18日 - 29日、全労済ホール/スペース・ゼロ） - オレンジ 役
- こくみん共済 coop ホール／スペース・ゼロ提携公演 演劇女子部「リボーン〜13人の魂は神様の夢を見る〜」（2019年11月14日 - 24日、こくみん共済 coop ホール／スペース・ゼロ） - チンギス・カン 役
- こくみん共済 coop ホール(全労済ホール)／スペース・ゼロ提携公演 演劇女子部「アラビヨーンズナイト」（2020年10月9日 - 18日、こくみん共済 coop ホール／スペース・ゼロ） - ランプの魔人（マジー） 役
- こくみん共済 coop ホール(全労済ホール)／スペース・ゼロ提携公演 演劇女子部「眠れる森のビヨ」（2021年4月16日 - 25日、こくみん共済 coop ホール／スペース・ゼロ） - ショーコ 役
- こくみん共済 coop ホール(全労済ホール)／スペース・ゼロ提携公演 演劇女子部「ビヨサイユ宮殿」（2022年11月11日 - 20日、こくみん共済 coop ホール／スペース・ゼロ） - イリス 役
- 演劇女子部「ビヨスパイ～消えたアタッシュケース～」（2023年11月11日 - 19日、こくみん共済 coop ホール／スペース・ゼロ / 11月23日 - 26日、サンケイホールブリーゼ） - ケイ 役

### MV
- Juice=Juice「地団駄ダンス」（2017年4月26日） - バックダンサー[44]

## 参加ユニット
- BEYOOOOONDS（2018年 - ）
- 雨ノ森 川海（2018年 - ）
- ハロプロ・オールスターズ（2018年 - 2020年）